# Mattie Pollock
Mattie William Pollock, né le 28 septembre 2001 à Redhill en Angleterre, est un footballeur anglais qui joue au poste de défenseur central au Watford FC.

## Biographie

### Jeunesse et formation
Issu d'une famille de footballeurs, il est le fils de Jamie Pollock, ancien milieu de terrain notamment passé par Manchester City et le Middlesbrough FC, et le frère de Ben Pollock (en), également joueur professionnel dans les divisions inférieures anglaises,. Mattie grandit à Middlesbrough, où il débute sa formation au sein du club de la ville, avant de rejoindre l'académie de Leeds United de 2009 à 2016. Il poursuit son développement avec les Polton Allstars, une équipe dirigée par son père, puis intègre le centre de formation de Grimsby Town en 2018.

### Carrière en club
Il fait ses débuts professionnels avec Grimsby Town en décembre 2018, à l'âge de 17 ans. Au cours des trois saisons passées au club, il accumule de l'expérience en League Two, ce qui attire l'attention du Watford FC, qui le recrute en mai 2021 pour un montant estimé à 250 000 livres sterling. Afin de gagner du temps de jeu, il est prêté à Cheltenham Town en League One lors de la saison 2021-2022, où il est élu Jeune joueur de la saison par les supporters. En janvier 2023, il rejoint Aberdeen en Scottish Premiership pour un prêt de six mois, participant à 15 rencontres et marquant deux buts.
De retour à Watford, Pollock s'impose progressivement dans l'effectif. Il fait ses débuts en EFL Cup en août 2022, puis en Championship en octobre de la même année, mais c'est lors de la saison 2024-2025 qu'il il devient un titulaire régulier. Enchaînant les bonnes performances en championnat, il apparaît dans l'équipe de la semaine de l'EFL en mars 2025.